# Gouvernement Turnbull II
Pour les articles homonymes, voir Gouvernement Turnbull.
Commonwealth d'Australie
Turnbull I Morrison I
Le gouvernement Turnbull II (en anglais : Second Turnbull Ministry) est le 71e gouvernement du Commonwealth d'Australie, entre le 19 juillet 2016 et le 26 août 2018, durant la 45e législature de la Chambre des représentants.

## Historique du mandat
Dirigé par le Premier ministre libéral sortant Malcolm Turnbull, ce gouvernement est constitué et soutenu par la « Coalition » entre le Parti libéral australien (Libs), le Parti national d'Australie (Nats), le Parti libéral rural (CLP) et le Parti libéral national du Queensland (LNP). Ensemble, ils disposent de 76 représentants sur 150, soit 50,1 % des sièges de la Chambre des représentants.
Il est formé à la suite des élections fédérales du 2 juillet 2016.
Il succède donc au gouvernement Turnbull I, constitué et soutenu par la même coalition.
Au cours du scrutin, la Coalition connaît un recul important et perd 14 sièges sur les 90 qu'elle détenait. Elle sécurise toutefois l'exacte majorité absolue, empêchant le Parti travailliste australien (ALP) de Bill Shorten, qui obtient un total de 69 représentants, de former une éventuelle majorité alternative avec des députés sans affiliation.
Turnbull présente son second exécutif, constitué de 29 ministres, au gouverneur général Peter Cosgrove 17 jours après le scrutin et le gouvernement est aussitôt assermenté.
Du fait de la démission de la ministre de la Santé Sussan Ley le 13 janvier 2017, le Premier ministre opère un premier remaniement ministériel le 24 janvier, qui voit notamment l'entrée du premier Aborigène d'Australie avec la nomination de Ken Wyatt.
Le 25 juillet suivant, le ministre des Ressources Matt Canavan remet sa démission après avoir appris qu'il était considéré comme Italien par les autorités italiennes, ce qui le rend inéligible du fait de l'article 44 de la Constitution, donc inapte à être ministre. Environ trois mois plus tard, le vice-Premier ministre Barnaby Joyce et la ministre du Développement régional Fiona Nash sont déclarés inéligibles par la Haute cour d'Australie pour avoir joui d'une double nationalité au moment de leur élection (néo-zélandaise pour Joyce et britannique pour Nash). Ils démissionnent donc le 27 octobre, tandis que Canavan revient ce même jour au gouvernement, la même juridiction ayant estimé qu'il était bel et bien éligible.
Turnbull réalise le 20 décembre 2017 un important remaniement de son équipe, tenant compte de nombreux changements, notamment la réélection de Joyce à la Chambre des représentants, l'arrivée du ministre d'État spécial Scott Ryan à la présidence du Sénat, la nomination du procureur général George Brandis comme ambassadeur au Royaume-Uni ou encore la création du ministère de l'Intérieur. À peine deux mois plus tard, Barnaby Joyce cède ses fonctions à Michael McCormack à cause d'un scandale sexuel.
Mis en minorité lors d'un vote de défiance le 24 août 2018, Malcolm Turnbull remet sa démission de ses responsabilités politiques et gouvernementales. Un scrutin parmi les parlementaires du Parti libéral voit l'élection du ministre des Finances Scott Morrison à la direction, suivie de son assermentation par le gouverneur général. Son exécutif est présenté deux jours plus tard.

## Composition

### Initiale (19 juillet 2016)
- Les nouveaux ministres sont indiqués en gras, ceux ayant changé d'attributions en italique.

| Fonction | Titulaire | Titulaire                        | Parti    |
| --- | --------- | -------------------------------- | -------- |
| Membres du cabinet |           |                                  |          |
| Premier ministre |           | Malcolm Turnbull                 | Libs     |
| Vice-Premier ministre Ministre de l'Agriculture et des Ressources en eaux                                                  |           | Barnaby Joyce                    | Nats     |
| Ministre des Affaires étrangères                                                                                           |           | Julie Bishop                     | Libs     |
| Ministre du Développement régional Ministre des Communications régionales Ministre des Affaires locales et des Territoires |           | Fiona Nash                       | Nats     |
| Procureur général Ministre des Relations avec le Sénat Vice-président du Conseil exécutif                                  |           | George Brandis                   | Libs     |
| Ministre des Finances |           | Scott Morrison                   | Libs     |
| Ministre du Budget |           | Mathias Cormann                  | Libs     |
| Ministre de l'Industrie de la défense Ministre des Relations avec la Chambre                                               |           | Christopher Pyne                 | Libs     |
| Ministre des Affaires indigènes                                                                                            |           | Nigel Scullion                   | Nats/CLP |
| Ministre de l'Immigration et de la Protection des frontières                                                               |           | Peter Dutton                     | Libs     |
| Ministre de l'Industrie, de l'Innovation et de la Science                                                                  |           | Greg Hunt                        | Libs     |
| Ministre de la Santé et des Personnes âgées Ministre des Sports                                                            |           | Sussan Ley (jusqu'au 13/01/2017) | Libs     |
| Ministre de la Défense |           | Marise Payne                     | Libs     |
| Ministre des Communications Ministre des Arts                                                                              |           | Mitch Fifield                    | Libs     |
| Ministre de l'Emploi Ministre des Femmes                                                                                   |           | Michaelia Cash                   | Libs     |
| Ministre des Services sociaux                                                                                              |           | Christian Porter                 | Libs     |
| Ministre de l'Éducation et de la Formation                                                                                 |           | Simon Birmingham                 | Libs     |
| Secrétaire du cabinet |           | Arthur Sinodinos                 | Libs     |
| Ministre du Commerce, du Tourisme et des Investissements                                                                   |           | Steven Ciobo                     | Libs     |
| Ministre des Infrastructures et des Transports                                                                             |           | Darren Chester                   | Nats     |
| Ministre de la Fiscalité et des Services financiers                                                                        |           | Kelly O'Dwyer                    | Libs     |
| Ministre de l'Environnement et de l'Énergie                                                                                |           | Josh Frydenberg                  | Libs     |
| Ministre des Ressources et de l'Australie du Nord                                                                          |           | Matt Canavan                     | Nats/LNP |
| Autres ministres |           |                                  |          |
| Ministre des Infrastructures urbaines                                                                                      |           | Paul Fletcher                    | Libs     |
| Ministre du Développement international et de l'Océan Pacifique                                                            |           | Concetta Fierravanti-Wells       | Libs     |
| Ministre de la Justice |           | Michael Keenan                   | Libs     |
| Ministre des Petites entreprises                                                                                           |           | Michael McCormack                | Nats     |
| Ministre des Anciens combattants Ministre du Personnel de la défense                                                       |           | Dan Tehan                        | Libs     |
| Ministre des Services à la personne                                                                                        |           | Alan Tudge                       | Libs     |
| Ministre d'État spécial |           | Scott Ryan                       | Libs     |

### Remaniement du24 janvier 2017
- Les nouveaux ministres sont indiqués en gras, ceux ayant changé d'attributions en italique.

| Fonction | Titulaire | Titulaire                          | Parti    |
| --- | --------- | ---------------------------------- | -------- |
| Membres du cabinet |           |                                    |          |
| Premier ministre |           | Malcolm Turnbull                   | Libs     |
| Vice-Premier ministre Ministre de l'Agriculture et des Ressources en eaux                                                  |           | Barnaby Joyce                      | Nats     |
| Ministre des Affaires étrangères                                                                                           |           | Julie Bishop                       | Libs     |
| Ministre du Développement régional Ministre des Communications régionales Ministre des Affaires locales et des Territoires |           | Fiona Nash                         | Nats     |
| Procureur général Ministre des Relations avec le Sénat Vice-président du Conseil exécutif                                  |           | George Brandis                     | Libs     |
| Ministre des Finances |           | Scott Morrison                     | Libs     |
| Ministre du Budget |           | Mathias Cormann                    | Libs     |
| Ministre de l'Industrie de la défense Ministre des Relations avec la Chambre                                               |           | Christopher Pyne                   | Libs     |
| Ministre des Affaires indigènes                                                                                            |           | Nigel Scullion                     | Nats/CLP |
| Ministre de l'Immigration et de la Protection des frontières                                                               |           | Peter Dutton                       | Libs     |
| Ministre de la Santé Ministre des Sports                                                                                   |           | Greg Hunt                          | Libs     |
| Ministre de la Défense |           | Marise Payne                       | Libs     |
| Ministre des Communications Ministre des Arts                                                                              |           | Mitch Fifield                      | Libs     |
| Ministre de l'Emploi Ministre des Femmes                                                                                   |           | Michaelia Cash                     | Libs     |
| Ministre des Services sociaux                                                                                              |           | Christian Porter                   | Libs     |
| Ministre de l'Éducation et de la Formation                                                                                 |           | Simon Birmingham                   | Libs     |
| Ministre de l'Innovation, de l'Industrie et de la Science                                                                  |           | Arthur Sinodinos                   | Libs     |
| Ministre du Commerce, du Tourisme et des Investissements                                                                   |           | Steven Ciobo                       | Libs     |
| Ministre des Infrastructures et des Transports                                                                             |           | Darren Chester                     | Nats     |
| Ministre de la Fiscalité et des Services financiers                                                                        |           | Kelly O'Dwyer                      | Libs     |
| Ministre de l'Environnement et de l'Énergie                                                                                |           | Josh Frydenberg                    | Libs     |
| Ministre des Ressources et de l'Australie du Nord                                                                          |           | Matt Canavan (jusqu'au 25/07/2017) | Nats/LNP |
| Autres ministres |           |                                    |          |
| Ministre des Infrastructures urbaines                                                                                      |           | Paul Fletcher                      | Libs     |
| Ministre du Développement international et de l'Océan Pacifique                                                            |           | Concetta Fierravanti-Wells         | Libs     |
| Ministre de la Justice |           | Michael Keenan                     | Libs     |
| Ministre des Petites entreprises                                                                                           |           | Michael McCormack                  | Nats     |
| Ministre des Anciens combattants Ministre du Personnel de la défense                                                       |           | Dan Tehan                          | Libs     |
| Ministre des Services à la personne                                                                                        |           | Alan Tudge                         | Libs     |
| Ministre de la Santé indigène Ministre des Personnes âgées                                                                 |           | Ken Wyatt                          | Libs     |
| Ministre d'État spécial |           | Scott Ryan                         | Libs     |

### Remaniement du27 octobre 2017
- Les nouveaux ministres sont indiqués en gras, ceux ayant changé d'attributions en italique.

| Fonction | Titulaire | Titulaire                  | Parti    |
| --- | --------- | -------------------------- | -------- |
| Membres du cabinet |           |                            |          |
| Premier ministre Ministre de l'Agriculture et des Ressources en eaux                                                               |           | Malcolm Turnbull           | Libs     |
| Ministre des Affaires étrangères                                                                                                   |           | Julie Bishop               | Libs     |
| Procureur général Ministre des Relations avec le Sénat Vice-président du Conseil exécutif                                          |           | George Brandis             | Libs     |
| Ministre des Finances |           | Scott Morrison             | Libs     |
| Ministre du Budget |           | Mathias Cormann            | Libs     |
| Ministre de l'Industrie de la défense Ministre des Relations avec la Chambre                                                       |           | Christopher Pyne           | Libs     |
| Ministre des Affaires indigènes |           | Nigel Scullion             | Nats/CLP |
| Ministre de l'Immigration et de la Protection des frontières                                                                       |           | Peter Dutton               | Libs     |
| Ministre de la Santé Ministre des Sports                                                                                           |           | Greg Hunt                  | Libs     |
| Ministre de la Défense |           | Marise Payne               | Libs     |
| Ministre des Communications Ministre des Arts Ministre des Communications régionales                                               |           | Mitch Fifield              | Libs     |
| Ministre de l'Emploi Ministre des Femmes                                                                                           |           | Michaelia Cash             | Libs     |
| Ministre des Services sociaux |           | Christian Porter           | Libs     |
| Ministre de l'Éducation et de la Formation                                                                                         |           | Simon Birmingham           | Libs     |
| Ministre de l'Innovation, de l'Industrie et de la Science                                                                          |           | Arthur Sinodinos           | Libs     |
| Ministre du Commerce, du Tourisme et des Investissements                                                                           |           | Steven Ciobo               | Libs     |
| Ministre des Infrastructures et des Transports Ministre du Développement régional Ministre des Affaires locales et des Territoires |           | Darren Chester             | Nats     |
| Ministre de la Fiscalité et des Services financiers                                                                                |           | Kelly O'Dwyer              | Libs     |
| Ministre de l'Environnement et de l'Énergie                                                                                        |           | Josh Frydenberg            | Libs     |
| Ministre des Ressources et de l'Australie du Nord                                                                                  |           | Matt Canavan               | Nats/LNP |
| Autres ministres |           |                            |          |
| Ministre des Infrastructures urbaines                                                                                              |           | Paul Fletcher              | Libs     |
| Ministre du Développement international et de l'Océan Pacifique                                                                    |           | Concetta Fierravanti-Wells | Libs     |
| Ministre de la Justice |           | Michael Keenan             | Libs     |
| Ministre des Petites entreprises                                                                                                   |           | Michael McCormack          | Nats     |
| Ministre des Anciens combattants Ministre du Personnel de la défense                                                               |           | Dan Tehan                  | Libs     |
| Ministre des Services à la personne                                                                                                |           | Alan Tudge                 | Libs     |
| Ministre de la Santé indigène Ministre des Personnes âgées                                                                         |           | Ken Wyatt                  | Libs     |
| Ministre d'État spécial |           | Scott Ryan                 | Libs     |

### Remaniement du20 décembre 2017
- Les nouveaux ministres sont indiqués en gras, ceux ayant changé d'attributions en italique.

| Fonction | Titulaire | Titulaire                                              | Parti    |
| --- | --------- | ------------------------------------------------------ | -------- |
| Membres du cabinet |           |                                                        |          |
| Premier ministre |           | Malcolm Turnbull                                       | Libs     |
| Vice-Premier ministre Ministre des Infrastructures et des Transports                                                                     |           | Barnaby Joyce (jusqu'au 26/02/2018) Michael McCormack  | Nats     |
| Ministre des Affaires étrangères |           | Julie Bishop                                           | Libs     |
| Procureur général |           | Christian Porter                                       | Libs     |
| Ministre des Finances |           | Scott Morrison                                         | Libs     |
| Ministre du Budget Ministre d'État spécial Vice-président du Conseil exécutif Ministre des Relations avec le Sénat (jusqu'au 23/08/2018) |           | Mathias Cormann                                        | Libs     |
| Ministre de l'Industrie de la défense Ministre des Relations avec la Chambre                                                             |           | Christopher Pyne                                       | Libs     |
| Ministre des Affaires indigènes |           | Nigel Scullion                                         | Nats/CLP |
| Ministre de l'Immigration et de la Protection des frontières (jusqu'au 21/08/2018) Ministre de l'Intérieur                               |           | Peter Dutton                                           | Libs     |
| Ministre de la Santé |           | Greg Hunt                                              | Libs     |
| Ministre de la Défense |           | Marise Payne                                           | Libs     |
| Ministre des Communications Ministre des Arts                                                                                            |           | Mitch Fifield                                          | Libs     |
| Ministre des Emplois et de l'Innovation                                                                                                  |           | Michaelia Cash                                         | Libs     |
| Ministre des Services sociaux |           | Dan Tehan                                              | Libs     |
| Ministre de l'Éducation et de la Formation Ministre des Relations avec le Sénat (23/08/2018)                                             |           | Simon Birmingham                                       | Libs     |
| Ministre des Sports Ministre de la Santé rurale Ministre des Communications régionales                                                   |           | Bridget McKenzie                                       | Nats     |
| Ministre du Commerce, du Tourisme et des Investissements                                                                                 |           | Steven Ciobo                                           | Libs     |
| Ministre de l'Agriculture et des Ressources en eau                                                                                       |           | David Littleproud                                      | Nats/LNP |
| Ministre de la Fiscalité et des Services financiers                                                                                      |           | Kelly O'Dwyer                                          | Libs     |
| Ministre de l'Environnement et de l'Énergie                                                                                              |           | Josh Frydenberg                                        | Libs     |
| Ministre des Ressources et de l'Australie du Nord                                                                                        |           | Matt Canavan                                           | Nats/LNP |
| Ministre des Services à la personne |           | Michael Keenan                                         | Libs     |
| Ministre du Développement régional, des Territoires et des Affaires locales                                                              |           | John McVeigh                                           | Libs     |
| Autres ministres |           |                                                        |          |
| Ministre des Infrastructures urbaines et des Villes                                                                                      |           | Paul Fletcher                                          | Libs     |
| Ministre du Développement international et de l'Océan Pacifique                                                                          |           | Concetta Fierravanti-Wells                             | Libs     |
| Ministre du Respect de la loi et de la Cybersécurité                                                                                     |           | Angus Taylor                                           | Libs     |
| Ministre de la Citoyenneté et des Affaires multiculturelles                                                                              |           | Alan Tudge                                             | Libs     |
| Ministre des Entreprises petites et familiales, du Monde du travail et de la Déréglementation                                            |           | Craig Laundy                                           | Libs     |
| Ministre des Anciens combattants Ministre du Personnel de la défense                                                                     |           | Michael McCormack (jusqu'au 05/03/2018) Darren Chester | Nats     |
| Ministre de la Santé indigène Ministre des Personnes âgées                                                                               |           | Ken Wyatt                                              | Libs     |